# واجهة جدة البحرية
واجهة جدة البحرية، (بالإنجليزية:  Jeddah Waterfront)‏، وتختصر (JW)، تقع الواجهة البحرية في مدينة جدة في المملكة العربية السعودية وتم افتتاحها في يوم الأربعاء الموافق 29 نوفمبر 2017م، ربيع الأول 1439هـ على يد «خالد الفيصل».
تعد هذه المرحلة التطويرية أكبر مرحلة تطوير لواجهة جدة البحرية وتوجد خدمات وعناصر تم إضافتها لأول مرة على مستوى الواجهات البحرية بجدة، مجهزة بخدمات تناسب كافة الفئات والأعمار
- تمتد من دوار النورس وصولاً إلى شارع جابر بن الحارث
- بطول 4,500 م
- بمساحة تقدر 730,000 م2
- بطاقة استيعابية تقدر بحوالي 120 ألف نسمة

## ساحات التنزه
تنقسم الواجهة البحرية إلى 7 ساحات هم:
1. ساحة النورس
2. ساحة الأصداف
3. ساحة التوحيد
4. ساحة الرمال
5. ساحة اللؤلؤ
6. ساحة الصياد
7. ساحة الخليج

## ساحة النورس

صورة فضائية لموقع ساحة النورس

تعد ساحة النورس من الساحات الرئيسية والأكبر من حيث المساحة، سميت بهذا الاسم نسبة لمجسم النورس إحدى معالم جدة.

## ساحة الأصداف
تتميز ساحة الأصداف بوجودها بالقرب من الطريق وسهولة الوصول إليها، سميت بهذا الاسم لما تحتويه من تشكيلات مستوحاة من الأصداف.

## ساحة التوحيد
أبرز ما يميز ساحة التوحيد وجود مجسم ضخم يحتوي على كلمة التوحيد (لا إله الا الله محمدًا رسول الله) في وسط الساحة، ومنه تمت هذه التسمية.

## جوائز الواجهة
حقق مشروع واجهة جدة البحرية جائزة جدة للإبداع لعام 1439هـ في مجال الإبداع الحكومي، وذلك من قبل محافظة جدة
حصلت واجهة جدة البحرية على جائزة مكة للتميز لعام 1439هـ في مجال التميز البيئي من قبل إمارة منطقة مكة المكرمة